# Ogu-Bolo
Ogu-Bolo es una localidad del estado de Rivers, en Nigeria, con una población estimada en marzo de 2016 de 105 800 habitantes.
Se encuentra ubicada al sur del país, en la zona del delta del Níger, junto a la costa del golfo de Guinea.